# Szyliny (Varmia y Masuria)
Szyliny [pronunciación en polaco: /ʂɨˈlinɨ/] (en alemán: Schillinnen, 1938-1945 Heidensee) es un asentamiento ubicado en el distrito administrativo de Gmina Gołdap, dentro del Condado de Gołdap, Voivodato de Varmia y Masuria, en Polonia del norte, cercano a la frontera con el Kaliningrad Oblast de Rusia. Se encuentra  aproximadamente a 4 kilómetros al noreste de Gołdap y a 137 kilómetros al noreste de la capital regional Olsztyn.
Antes de 1945, el área fue parte de Alemania (Prusia Oriental).